# Ortocupularrotonda pentagonal
En geometría, la ortocupularrotonda pentagonal es uno de los sólidos de Johnson (J32). Como sugiere su nombre, puede construirse uniendo una cúpula pentagonal (J5) y una rotonda pentagonal (J6) por sus bases decagonales, de forma que las caras pentagonales encajen si se ve la figura de forma perpendicular a dichas caras. Al rotar una de sus mitades 36 grados respecto de la otra, se obtiene una girocupularrotonda pentagonal (J33).